# Rimska renesansa
Renesansa v Rimu je zajela obdobje od sredine 15. do sredine 16. stoletja, obdobje, ki je ustvarilo mojstre, kot sta Michelangelo in Rafael, ki sta v zahodni figurativni umetnosti pustila neizbrisen pečat. Mesto je bilo magnet za umetnike, ki so želeli preučiti njegove klasične ruševine že od zgodnjih 1400-ih. Ponovno zanimanje za klasiko je prineslo prvo arheološko študijo rimskih ostankov arhitekta Filippa Brunelleschija in kiparja Donatella. To je navdihnilo ustrezen klasicizem v slikarstvu in kiparstvu, ki se je izkazal v slikah Masaccia in Uccella. Pisanello in njegovi pomočniki so prav tako pogosto črpali navdih iz antičnih ostankov, vendar je bil njihov pristop v bistvu katalogiziranje, s čimer so pridobili repertoar modelov, ki so jih kasneje izkoristili.
Leta 1420 je papež Martin V. prestavil papeški sedež nazaj v Rim, s čimer se je končalo njegovo dolgo babilonsko ujetništvo in po papeškem razkolu, ko je več papežev istočasno prevzelo funkcijo. Takoj se je lotil dela, vzpostavil red in obnovil dotrajane cerkve, palače, mostove in druge javne zgradbe. Za to rekonstrukcijo je angažiral nekaj znanih mojstrov toskanske šole in s tem postavil temelje za rimsko renesanso.

## Zgodovinsko ozadje
14. stoletje v Rimu z odsotnostjo papežev v času avignonskega papeža je bilo stoletje zanemarjanja in bede. Rim je padel na najnižjo raven prebivalstva, preostali pa so bili lačni in nesrečni. Pred vrnitvijo papeža, ki je bil zaradi slabih razmer v mestu ter pomanjkanja nadzora in varnosti večkrat prestavljen, je bilo treba najprej okrepiti politične in doktrinarne vidike papeža. Ko se je leta 1377 papež Gregor XI. res vrnil v Rim, se mu je zdela njegova moč bolj formalna kot resnična. To je bilo mesto v anarhiji zaradi bojev med plemstvom in ljudsko frakcijo. Sledila so štiri desetletja nestabilnosti, ki so jih lokalno zaznamovali spopadi za oblast med občino in papežem, mednarodno pa velik zahodni razkol. Končno je Martin V. iz rodbine Colonna uspel vnesti red v mesto in postaviti temelje njegovega ponovnega rojstva.

## Martin V. (1417–1431)
Papež Martin V. se je rodil v Genazzanu leta 1368. Študiral je na univerzi v Perugii, postal protonatarni apostol pri papežu Urbanu VI., Papeški revizor in nuncij na različnih italijanskih dvorih pri papežu Bonifaciju IX. 12. junija 1402 je bil imenovan za kardinala diakona San Giorgio v Velabru. Na koncilu v Konstanci je bil 11. novembra 1417 soglasno izvoljen za papeža in si v čast Martina iz Toursa, čigar praznik je padel na dan njegove izvolitve, vzel ime Martin V. Nemški kralj Sigismund je poskušal prepričati Martina V., da ostane v Nemčiji, medtem ko ga je Francija prosila, naj pride v Avignon, vendar je zavrnil vse ponudbe in se 16. maja 1418 odpravil v Rim. Po mnogih ovinkih, predvsem za utrjevanje odnosov z neapeljsko kraljico, Bracco di Montone in drugimi, je prišel 28. septembra 1420.
Prva dela so se začela na nadbaziliki sv. Janeza v Lateranu, ki je bila močno poškodovana leta 1413. Leta 1421 so cerkev obogatili z novim kozmatskim tlakom in popravili strop, Gentile da Fabriano pa je prejel naročilo za ustvarjanje novega cikla fresk v desni stranski ladji. Te je dokončal Pisanello po njegovi smrti leta 1427. Bazilika je dobila tudi nov samostan, ki je bil dodeljen benediktincem. Tlak bazilike in stebri so bili oblikovani kot znani deli rodbine Colonna.
Ko je bil Cosimo Medičejski Starejši izgnan iz Firenc, se je Donatello vrnil v Rim in ostal do leta 1433. Dve deli, ki pričata o njegovi prisotnosti v tem mestu, Grob Giovannija Crivellija v cerkvi Santa Maria in Aracoeli in ciborij v baziliki svetega Petra, nosijo močan pečat klasičnega vpliva. Filippo Brunelleschi se je tudi večkrat vrnil, da bi našel navdih za tisto, kar je bila renesančna umetnost. Medtem ko je bil v Firencah, je Masaccio, prvi veliki italijanski slikar Quattrocenta, postal prijatelj z Brunelleschijem in Donatellom in na njun poziv leta 1423 skupaj s svojim mentorjem Masolinom odpotoval v Rim. Od tega trenutka je bil osvobojen vsakega gotskega in bizantinskega vpliva, kot je razvidno iz njegove oltarne slike za karmelitsko cerkev v Pisi. S tega potovanja morajo izvirati tudi sledovi vplivov antične rimske in grške umetnosti, ki so prisotni v nekaterih Masacciovih delih. Na žalost je bila vsaka nadaljnja inovacija omejena zaradi Masacciove prezgodnje smrti pri 27 letih.

## Evgen IV. (1431–1447)
Papež Evgen IV. (Gabriello Condulmaro ali Condulmerio) se je rodil v Benetkah leta 1388, v premožni družini. Bil je nečak papeža Gregorja XII. Njegova služba pri papežu Martinu V. je bila takšna, da je bil izvoljen za papeža ob prvem pregledu. Vendar je bilo njegovemu papeževanju usojeno, da bo burno. Leta 1434 je v Rimu izbruhnila revolucija, ki so jo sprožili papeževi sovražniki. Evgen je pobegnil po Tiberi v Ostio, kjer so ga prijazni Florentinci veseli sprejeli. Naselil se je v dominikanskem samostanu Santa Maria Novella in poslal Vitelleschija, militantnega škofa Recanatija, da vzpostavi red v Papeških državah. Firence so bile v tistem času središče literarne dejavnosti in so očitno vplivale na humanistično gibanje. Med bivanjem v toskanski prestolnici je Evgen posvetil Firenško stolnico, ki jo je pravkar končal Brunelleschi.
Papež Evgen IV. je v Rimu nadaljeval v tej smeri in naročil Florentincu Antoniju di Pietru Averlinu, znanemu kot Filarete (1400–1469), izdelavo dveh bronastih vrat (imposts) za staro baziliko sv. Petra, dokončane leta 1445.
V letih 1443–1445 je Leon Battista Alberti, katerega talenti so resnično poosebljali »renesančnega človeka«, napisal Descriptio urbis Romae, kjer je predlagal sistem za geometrijsko ureditev mesta s središčem na Kapitolinskem griču. Kasneje je postal arhitekturni svetovalec papeža Nikolaja V. in je bil vključen v številne projekte v Vatikanu. Kmalu po prihodu v mesto sta Beato Angelico in Francoz Jean Fouquet začela s serijo fresk v stari baziliki svetega Petra, ki priča o obstoju zanimanja za flamsko slikarstvo in nordijsko na splošno. Čeprav trajanje pontifikata Evgena IV. ni omogočilo popolne uresničitve njegovih načrtov, je Rim postal plodno stičišče umetnikov različnih šol. To je kmalu ustvarilo skupni slog, ki je bil prvič opredeljen kot rimski.

## Nikolaj V. (1447–1455)
Sodelovanje med Albertijem in papežem Nikolajem V. je povzročilo prve veličastne gradbene projekte renesančnega Rima. Načrt mesta se je osredotočal predvsem na pet glavnih točk:
- obnoviti obzidje
- obnova ali rekonstrukcija štiridesetih cerkva v mestu
- ponastavite okrožja Borgo
- širitev stare bazilike sv. Petra
- obnova Apostolske palače

Namen je bil pridobiti trdnjavo religije, katere središče je bilo na Kapitolinskem griču. Cilj projekta je bil povzdigniti moč Cerkve in jasno pokazati kontinuiteto med cesarskim in krščanskim Rimom. Nikolaju V. je Alberti leta 1452 posvetil monumentalni teoretski rezultat svoje dolge študije Vitruvija. To je bila njegova De re aedificatoria (O umetnosti gradnje), ne obnovljeno Vitruvijevo besedilo, ampak povsem novo delo. Postala je biblija renesančne arhitekture, saj je vključevala in napredovala na področju inženirskega znanja o antiki ter slogovna načela klasične umetnosti utemeljila v popolnoma razviti estetski teoriji.
Zaradi kratkosti pontifikata papeža Nikolaja V. vseh ambicioznih projektov ni bilo mogoče dokončati. Kljub temu so se umetniki, ki jih je zanimala antika in čar klasičnih ruševin, zbližali (zlasti toskanski in langobardsko). To je privedlo do določene homogenosti njihovega dela. 
Paradigmatičen primer sloga, ki se je v tistem obdobju razvil v arhitekturi, je Beneška palača, ki se je začela graditi leta 1455 in vključuje obstoječe stavbe. Dvorišče priključenega Palazzetta je vzeto iz rimskih elementov skupaj, vendar brez filološke strogosti. Vključuje model viridariiuma (rimski vrt) in ga navdihuje Kolosej v prekrivanih arhitekturnih ureditvah in v venec z ornamentom v oklepajih. Širina lokov se zmanjša in poenostavi, zato ne bodo videti preveč impresivno v primerjavi s prostori, ki jih zapirajo. V sami stavbi (zgrajeni od leta 1466) je prišlo do bolj zveste oživitve starodavnih modelov, kar kaže na postopno globlje razumevanje. Na primer, dvorana je bila nekoč kasetirana v betonu (vzor v Panteonu ali Maksencijevi baziliki) s prekrivajočimi se redi in delno naslonjenimi na stebre, kot v Koloseju ali v Marcelijevem gledališču.
Bernardu Rossellinu je bila dodeljena obnova Konstantinove stare bazilike svetega Petra. Telo je bilo razširjeno s petimi ladjami in vzdolžnimi križnimi oboki na stebrih, ki naj bi vključevali stare stebre. Apsida je bila obnovljena s širitvijo transepta, dodan je bil kor, ki je bil logično nadaljevanje ladje in tudi kupolasta soba na križišču transepta in kora. Ta konfiguracija je vplivala na naslednji načrt Bramanteja za popolno prenovo stavbe, ki je ohranila že zgrajeno. Dela so se začela okoli leta 1450, vendar s papeževo smrtjo niso imela več razvoja in so stagnirala, dokler se papež Julij II. ni odločil za popolno obnovo.
Obnova Apostolske palače je bila prvi korak pri okrasitvi zasebne papeževe kapele, kapele Niccoline, ki sta jo opravila Fra Angelico in njegov pomočnik Benozzo Gozzoli. Dekoracija vključuje zgodbe o sv. Lovrencu in sv. Štefanu, ki jih je Fra Angelico interpretiral v slogu, bogatem s podrobnostmi, razgledan in kjer je v njegovih vrhovih izražen njegov »krščanski humanizem«. Prizori so postavljeni v veličastno arhitekturo, rojeno iz predlogov starega Rima in zgodnjih krščanskih časov, ne pa suženjsko, morda zavedajoč se projektov, ki so nato krožili na papeškem dvoru za obnovo svetega Petra. Figure so trdne, mirne in slovesne, ton je bil na splošno bolj spoštljiv, kar ponazarja meditativnega umetnika.
Praznovanje jubileja leta 1475 je prineslo prihodke, ki so navdihnili številne projekte in papežu omogočili, da je zbral veliko število umetnikov. Med umetniki je bilo veliko sodelovanja, kot so Vivarini, Bartolomeo di Tommaso, Benedetto Bonfigli, Andrea del Castagno, Piero della Francesca in morda Rogier van der Weyden. To bogastvo idej je pripravilo podlago za sintezo proti koncu stoletja in privedlo do nastanka jezika, ki je ustrezno »rimski«.
- Beneška palača, dvorišče Palazzette.
- Betonski kasetiran obok v Beneški palači.
- Fra Angelico, Posvečenje sv. Lovrenca za diakona, kapela Nicolina.

## Sikst IV. (1471–1484)
Papež Sikst IV. je ustanovil [[Vatikanska knjižnica|Vatikansko knjižnico]g in jo zaupal humanistu Melozzu da Forlìju, papeškemu slikarju. Naslikal je enega od simbolov takratne rimske humanistične kulture, Papež Sikst IV imenuje Platino za prefekta Vatikanske knjižnice (1477), v kateri je papeža upodobil med sorodniki in v bogati klasični arhitekturi. Nekaj let kasneje je pod Giulianom della Roverom Melozzo naslikal apsido bazilike Santi Apostoli z Vnebovzetjem apostolov med igrajočimi se angeli, ki velja za prvi primer pogleda »od spodaj navzgor«.
Sikstinska kapela je dobila ime po papežu Sikstu IV., ki je dal obnoviti staro cappella Magna med letoma 1477 in 1480. Prvotno naj bi jo okrasili umetniki iz [[Umrija|Umbrije]g in Marke. Toda po priprošnji Lorenza Medičejskega je bila naloga stenske dekoracije zaupana najboljšim florentinskim umetnikom tistega časa: Sandro Botticelli, Pietro Perugino, Pinturicchio, Domenico Ghirlandaio in Cosimo Roselli. Ustvarili so vrsto fresk, ki prikazujejo Mojzesovo in Kristusovo življenje, izravnane z papeškimi portreti zgoraj in spodnjo zaveso iz trompe l'oeila. Dela na freskah so se začela leta 1481 in zaključila leta 1482. To je tudi datum marmornih del: korna pregrada, korne klopi in pontifikacijski grb nad vhodnimi vrati  15. avgusta 1483 je Sikst IV. praznoval prvo mašo, ko je bila kapela posvečena in posvečena Devici Mariji. Sikstinska kapela, zdaj sedež najpomembnejših obredov papeštva, je postala referenčna točka za renesančno umetnost in postavila mejnik v razvoju likov v poznem 15. stoletju.
- Perugino, Predaja ključev sv. Petru.
- Botticelli, Kaznovanje upornikov.

## Aleksander VI. (1492–1503)
Zadnji del tega stoletja je prevladoval lik papeža Aleksandra VI., iz španske rodbine Borgia. Najprej se je osredotočil na obrambo Večnega mesta. Hadrijanov mavzolej je spremenil v trdnjavo, prav tako Torre di Nona, da bi mesto zavaroval pred pomorskimi napadi. Njegova Via Alessandrina, ki se zdaj imenuje Via della Conciliazione, do danes ostaja velik pristop k cerkvi sv. Petra. Čeprav je bil škandalozen papež, je bil pokrovitelj umetnosti in znanosti, v njegovih dneh pa se je s prihodom Bramanteja, Rafaela, Michelangela in Pinturicchia začelo novo arhitekturno obdobje v Rimu. Pinturicchii je naročil da razkošno poslika apartmaje v Apostolski palači v Vatikanu, ki so danes znani kot Borgijski apartmaji. [3]
Poleg struktur, ki jih je postavil sam, je njegov spomin povezan s številnimi drugimi, ki so jih na njegovo pobudo zgradili monarhi in kardinali. Bramante je v času svojega vladanja za Ferdinanda I.I Aragonskega oblikoval Tempietto di San Pietro in Montorio, na tradicionalnem mestu mučeništva sv. Petra. Bramante je za kardinala Raffaeleja Riaria zgradil Palazzo della Cancelleria. Leta 1500 je veleposlanik cesarja Maksimilijana položil temeljni kamen nemške nacionalne cerkve Santa Maria dell'Anima, francoski kardinal Briçonnet je postavil Trinità dei Monti, Španci pa Santa Maria v Monserrato degli Spagnoli. Aleksandru dolgujemo čudovit strop v baziliki Santa Maria Maggiore, v dekoraciji katerega je uporabil pravo zlato, ki ga je iz Amerike prinesel Kolumb.

## Julij II. (1503–1513)
Leta 1503 je bil papež Julij II. izvoljen za papeža po kratki vladavini papeža Pija III. Bil je predvsem vojak, njegova slava pa je v veliki meri posledica njegove ponovne ustanovitve Papeških držav in osvoboditve Italije od njene podrejenosti Franciji. Pridobil pa je tudi sloves pokrovitelja umetnosti. Bramante, Rafael in Michelangelo so v njegovem času prispevali nekaj svojih največjih mojstrovin. 18. aprila 1506 je postavil temeljni kamen bazilike svetega Petra in združil Vatikansko palačo z vilo Belvedere ter pri izvedbi projekta angažiral Bramanteja. Znamenite freske Michelangela v Sikstinski kapeli in Rafaelove stance v Apostolski palači, dvorišče svetega Damaza z ložami, Via Giulia in Via della Lungara, celo Mojzesov kip, ki krasi njegovo grobnico v cerkvi San Pietro in Vincoli so trajne priče njegove velike ljubezni do umetnosti.
- Križni hodnik Santa Maria della Pace
- Tempietto di San Pietro in Montorio
- Giovanni Antonio Dosio, zasnova dvorišča Belvedere po Bramantejevih projektih

## Leon X.
Papež Leon X. je bil ljubitelj in pokrovitelj umetnosti in znanosti in je verjetno naredil več kot kateri koli papež, da je Rim postavil kot središče evropske kulture. Zgradil je San Giovanni dei Fiorentini na ulici Via Giulia po načrtih Jacopa Sansovina in pospešil obnovo bazilike svetega Petra in Vatikana pod Rafaelom in Agostinom Chigijem.
Spodbujal je zlasti slikanje, Rafael pa je imel pod njegovim pokroviteljstvom ogromno koristi. »Vse, kar se nanaša na umetnost, papež preda Rafaelu«, je napisal veleposlanik leta 1518. Končal je okrasitev Stanc, ki so se začele pod Julijem II., v nekaterih prizorih se je skliceval celo na Leona X. Naslikal je kartone za tapiserije za Sikstinsko kapelo, ki predstavljajo prizore iz življenja svetnikov Petra in Pavla, od katerih je najbolj veličasten Čudežni ulov rib sv. Petra in Pridiganje svetega Pavla v Atenah, tretje znano podjetje je bilo okras Vatikanske lože, ki so ga naredili Rafaelovi učenci pod njegovim vodstvom in večinoma po njegovih načrtih. Najbolj izvrstne njegove slike so Sikstinska Madona in Spremenjenje na gori.
Kiparstvo pod Leom X. ni bilo tako priljubljeno kot slikarstvo in čeprav je Michelangelo delal na marmorni fasadi cerkve sv. Lovrenca v Firencah, ga ni dokončal. Največja in najtežja naloga je bilo nadaljevanje novega svetega Petra. Bramante je ostal njen glavni arhitekt do svoje smrti leta 1514. Rafael ga je nasledil, a v njegovih šestih letih delovanja je bilo zaradi pomanjkanja sredstev storjeno malo, na njegovo veliko obžalovanje.
Leon X. je ves denar, ki ga je skrbno prihranil njegov predhodnik Julij II., porabil. Prodajal je odpustke, da bi to plačal, napaka, ki je privedla do reformacije..